# Neobrachiella amphipacifica
Neobrachiella amphipacifica är en kräftdjursart som beskrevs av Ho 1982. Neobrachiella amphipacifica ingår i släktet Neobrachiella och familjen Lernaeopodidae. Inga underarter finns listade i Catalogue of Life.